# Sarnadas de São Simão
Sarnadas de São Simão is een plaats (freguesia) in de Portugese gemeente Oleiros en telt 317 inwoners (2001).